# Gorges de la Truyère
Les gorges de la Truyère sont un site naturel et touristique des départements français de l'Aveyron et de la Lozère, en région Occitanie, ainsi que du Cantal en Auvergne-Rhône-Alpes.
Les gorges sont propices aux activités hydroélectriques, ainsi qu'aux activités nautiques créées par des lacs artificiels.

## Géographie

### Situation

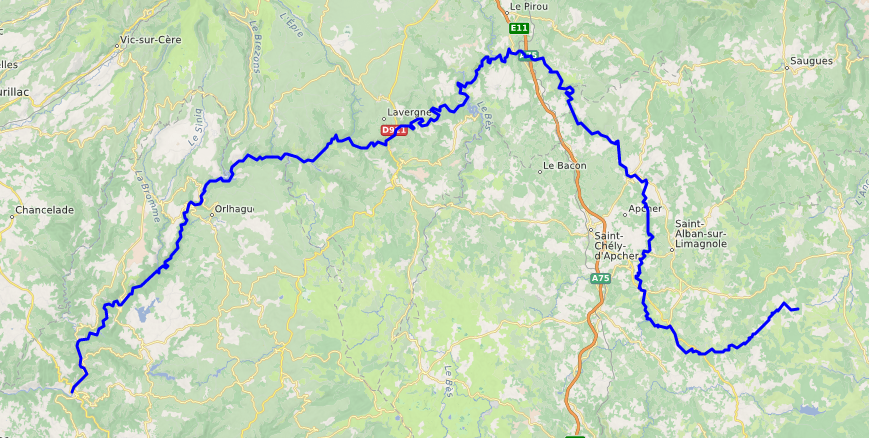
Parcours de la Truyère sur OSM.

La Truyère prend sa source à 1 440 m d'altitude, près du col des Trois Sœurs, sur l'ancienne commune de La Villedieu. La Truyère mesure environ 200 km de long, ses gorges occupent une majorité de ce parcours.

### Topographie
On peut faire commencer ces gorges au niveau de Saint-Alban-sur-Limagnole, car c'est là que l'on observe pour la première fois, sur son tracé, un rétrécissement et un dénivelé d'environ 100 m de chaque côté de la rivière.
Présentant en amont un lit étroit, typique des rivières montagneuses, la largeur maximale des gorges au niveau de l'eau atteint environ 600 m, au lac du barrage de Sarrans.
La Truyère quitte ses gorges à Entraygues-sur-Truyère, au moment de se jeter dans le Lot.

### Hydrologie
Trois grands lacs successifs ont été créés à partir de 1934, les lacs de Garabit-Grandval, Lanau et Sarrans, bordant le département du Cantal sur 75 km et 2 300 ha.
À la hauteur de Brommat, un canal de dérivation (prise d'eau de Salazat) a été construit afin de dévier une partie des eaux de la Bromme, au barrage de Salazat, vers la Truyère au barrage de Labarthe.
L’ensemble des barrages du Lot et de la Truyère représentent 10 % de la puissance du parc hydroélectrique français. Aujourd’hui ce patrimoine industriel est mis en valeur à travers une « Route de l’énergie », pilotée par EDF. Des sites ont été aménagés, dont un musée à Couesques, rappelant l’aventure humaine de ces constructions et les progrès humains apportés par l'énergie hydraulique.

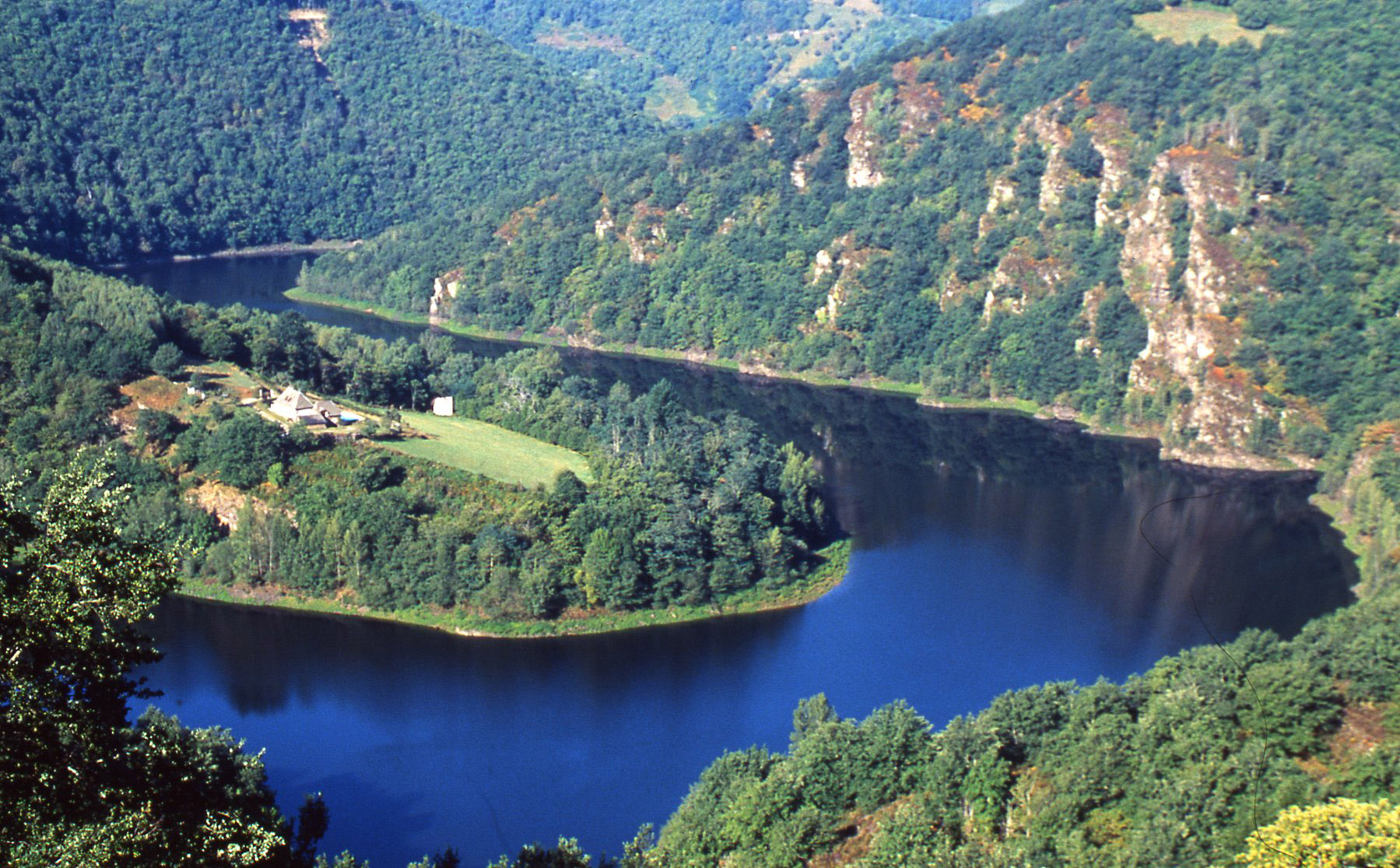
Gorges, 2008.
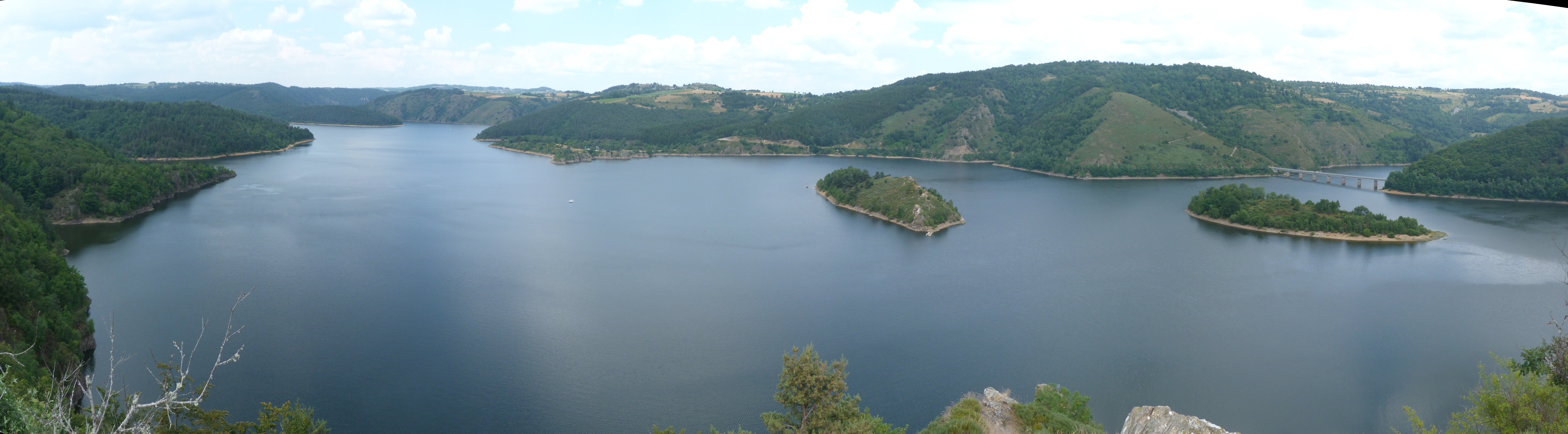
Vue panoramique sur le lac du barrage de Grandval.
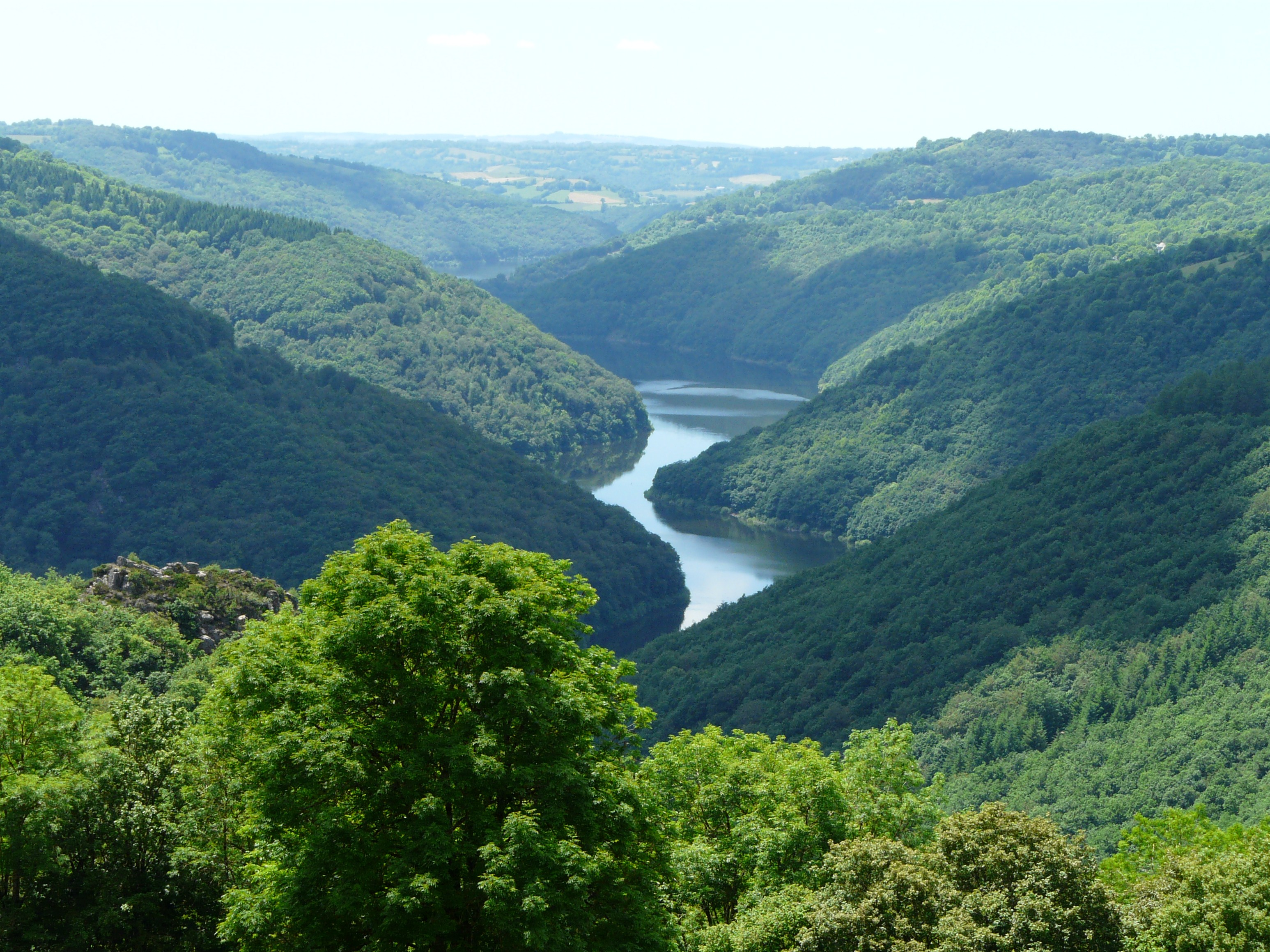
Les gorges à Paulhenc, 2016.
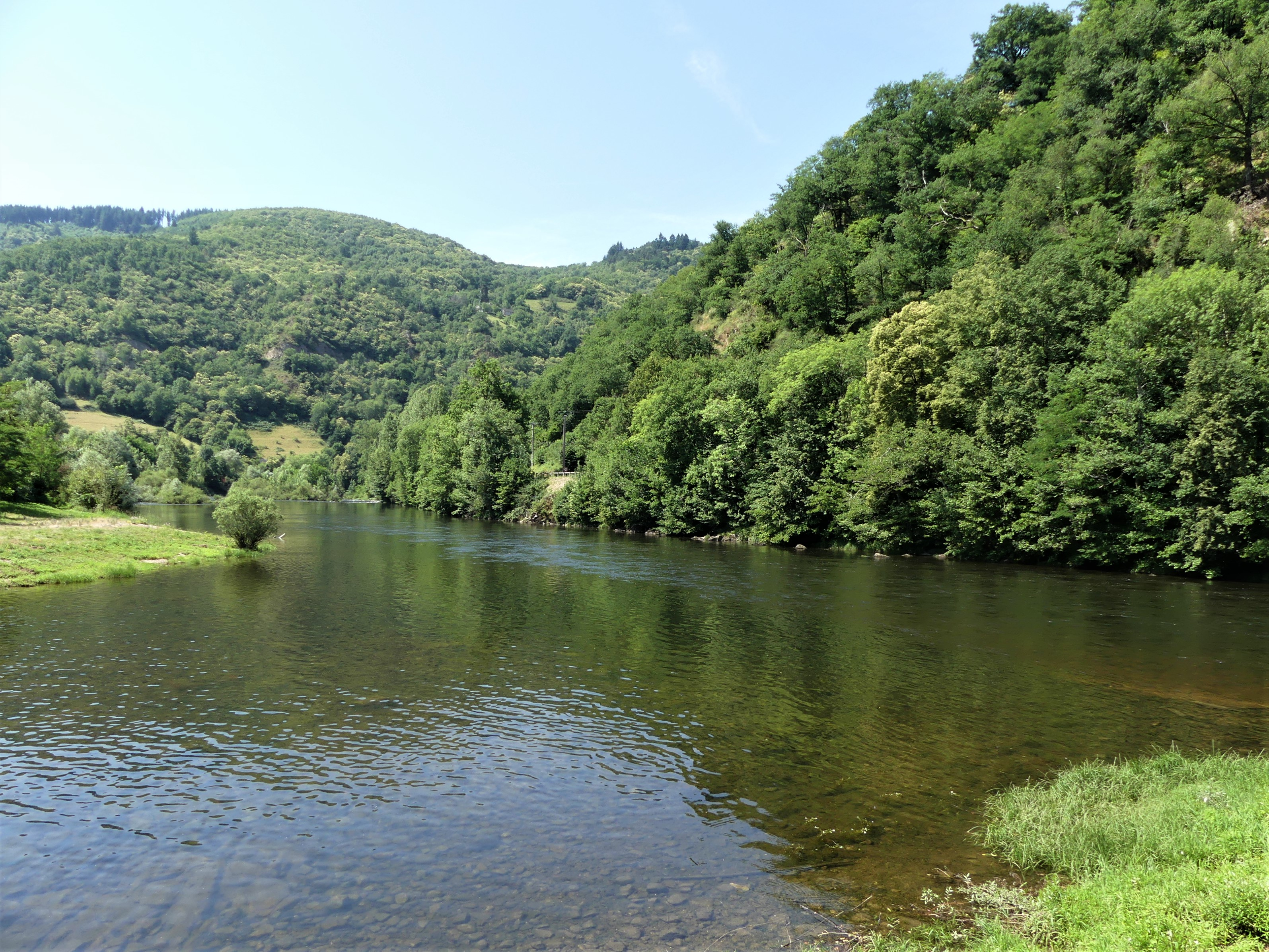
Confluence Lot-Truyère à Entraygues-sur-Truyère (la Truyère vient de la droite), 2017.

## Histoire
Les gorges autrefois sauvages et infranchissables ont, à la fin du XIXe et au XXe siècle, fait l’objet d’aménagement humains d'envergure nationale. En 1884, le viaduc de Garabit, conçu par Gustave Eiffel, réussit l'exploit de réunir les deux rives de la Truyère. Le monde entier convoite cette prouesse qui permet au train de joindre Paris à Béziers par la ligne de Béziers à Neussargues, transformant le visage des transports dans la région et en métropole.

## Activités

### Protection environnementale
Classées espace Natura 2000, pour leur biodiversité, les gorges sont un des sites les plus remarquables de France pour la conservation des rapaces, notamment du faucon pèlerin. Elles traversent le parc naturel régional de l'Aubrac.

### Tourisme

#### Nautisme
Le nautisme y tient un rôle primordial ; les points incontournables se dévoilent au fil de l’eau, avec le bateau promenade ou en barques depuis Garabit. Mallet est un lieu populaire de baignade avec ses plages.
Les bases nautiques de Garabit, Mallet et Lanau disposent d'un large choix d’activités : canoës, kayaks, dériveurs, catamarans, paddle, rabaska (grand canot canadien) ou dragon-boat (longue embarcation traditionnelle chinoise), jetski ou encore ski nautique…

#### Routes touristiques et randonnée
Les gorges de la Truyère sont très prisées pour leurs parcours pédestres de randonnée, notamment par « la boucle des gorges » et sont aussi prisées des pêcheurs.
La boucle Laguiole – Sainte-Geneviève – Mur-de-Barrez – Valon – Montézic (cascade du saut du Chien) – Huparlac – Laguiole peut s'effectuer sur plusieurs jours. C'est un circuit typique des gorges de la Truyère, jalonné de lacs et de rivières propices aux activités sportives et culturelles. On y trouve une via ferrata à Sainte-Geneviève.

#### Lieux et monuments
De nombreux châteaux, bâtisses, monuments et sites notables ornent les gorges de la Truyère.
Mur-de-Barrez est une ancienne place forte médiévale et un ancien fief des Princes de Monaco.

### Descente des gorges
Au fil de l'eau, de l'amont vers l'aval :

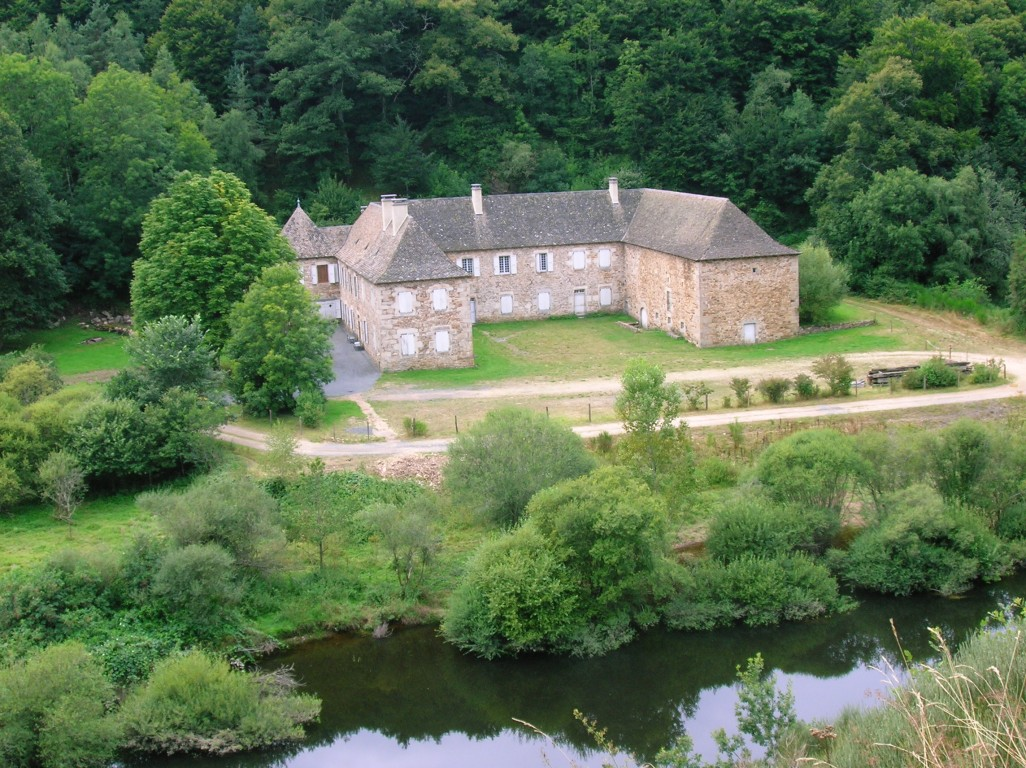
Château de Longevialle, à Loubaresse (vers l'amont des gorges), 2008
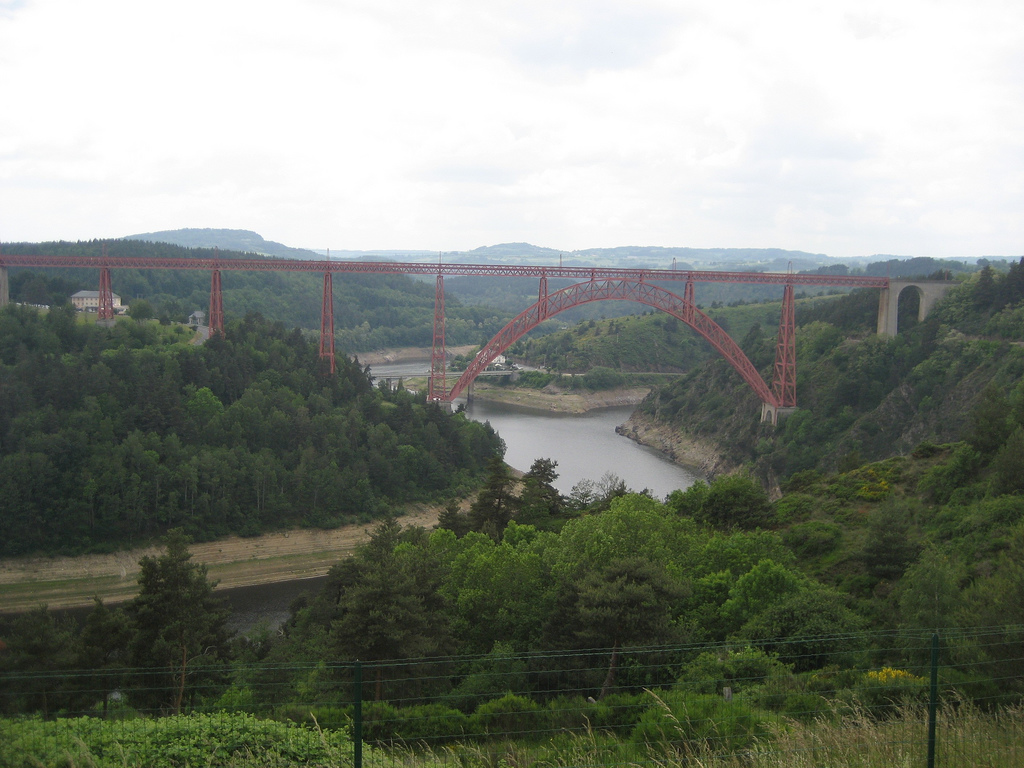
Le viaduc de Garabit sur la Truyère à Ruynes-en-Margeride, 2007. L'autoroute A75 « La Méridienne » passe à présent à proximité.
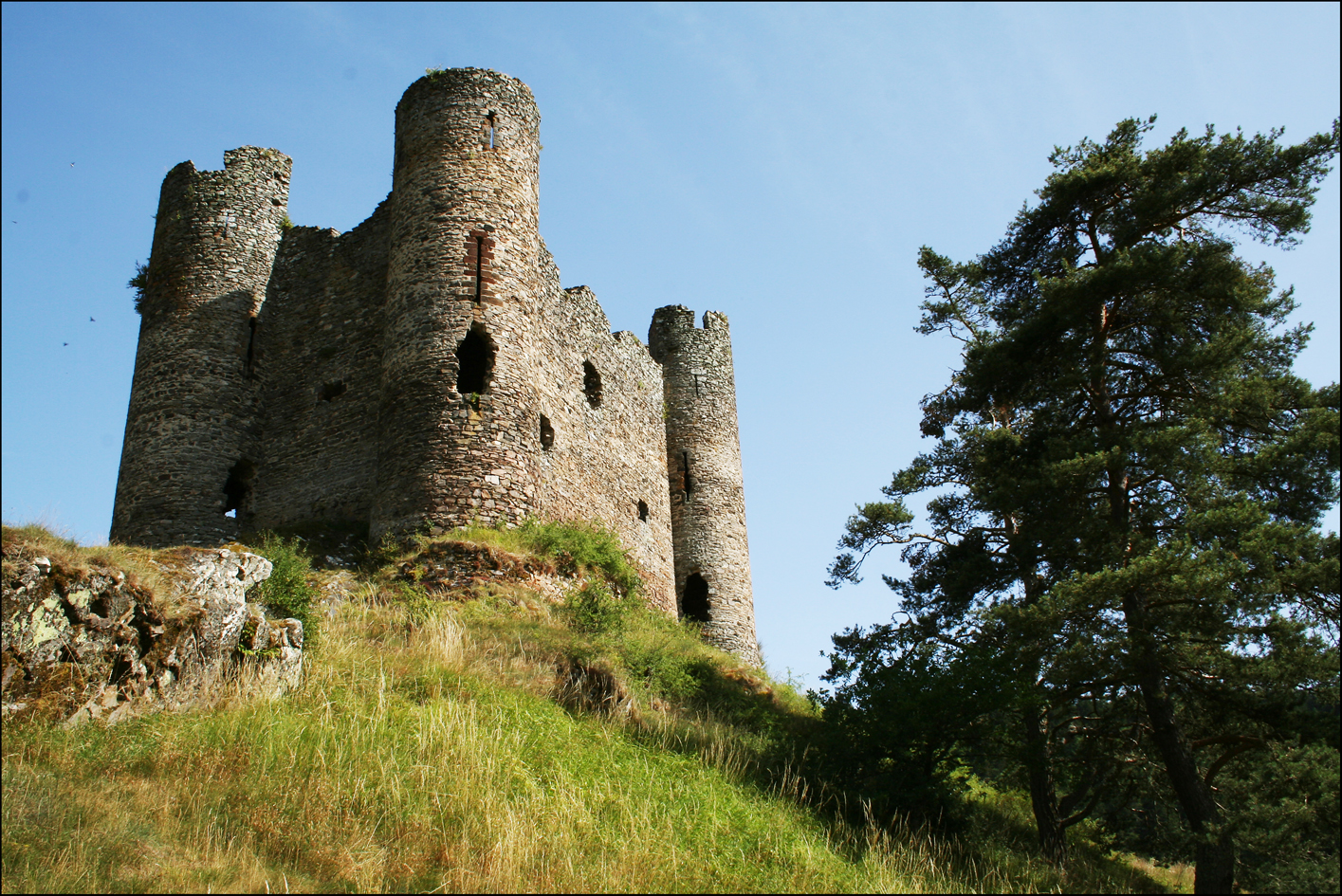
Château d'Alleuze, dominant le ruisseau des Ternes et les gorges, 2009
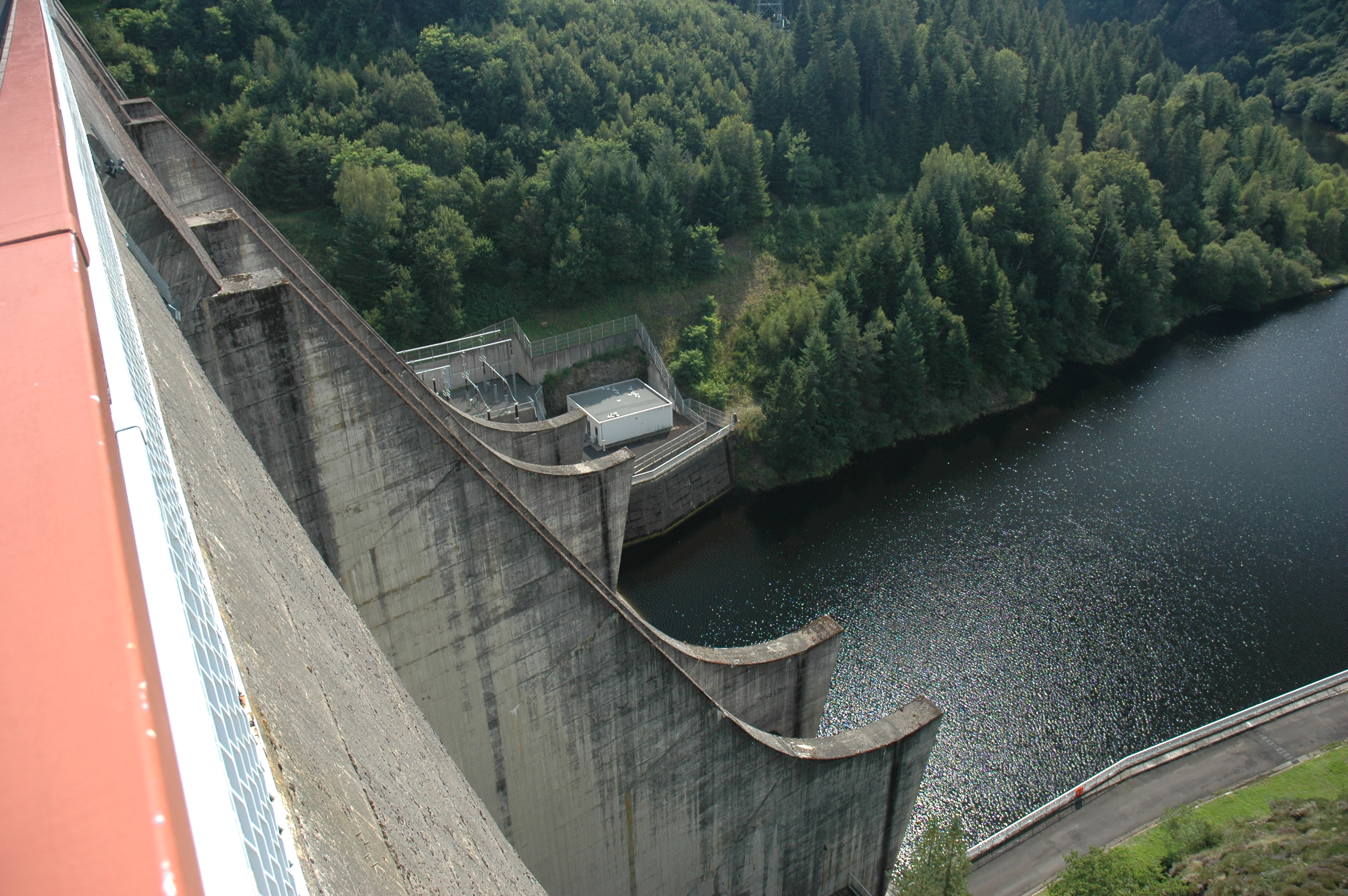
La chute du barrage de Grandval mesure 73 m. La capacité de retenue du barrage est de 270 millions de m³, 2014
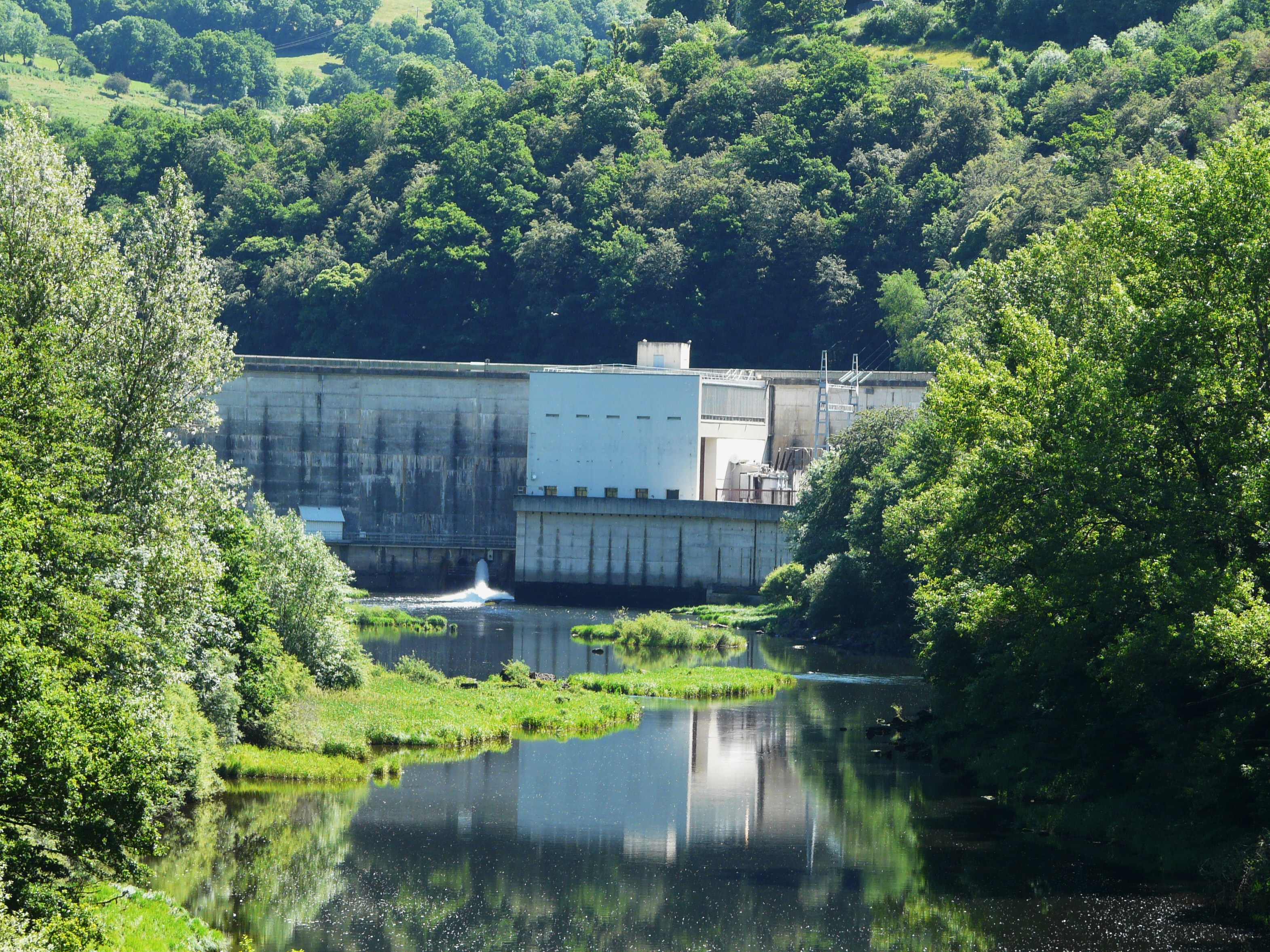
La Truyère au barrage-centrale de Lanau, 2016
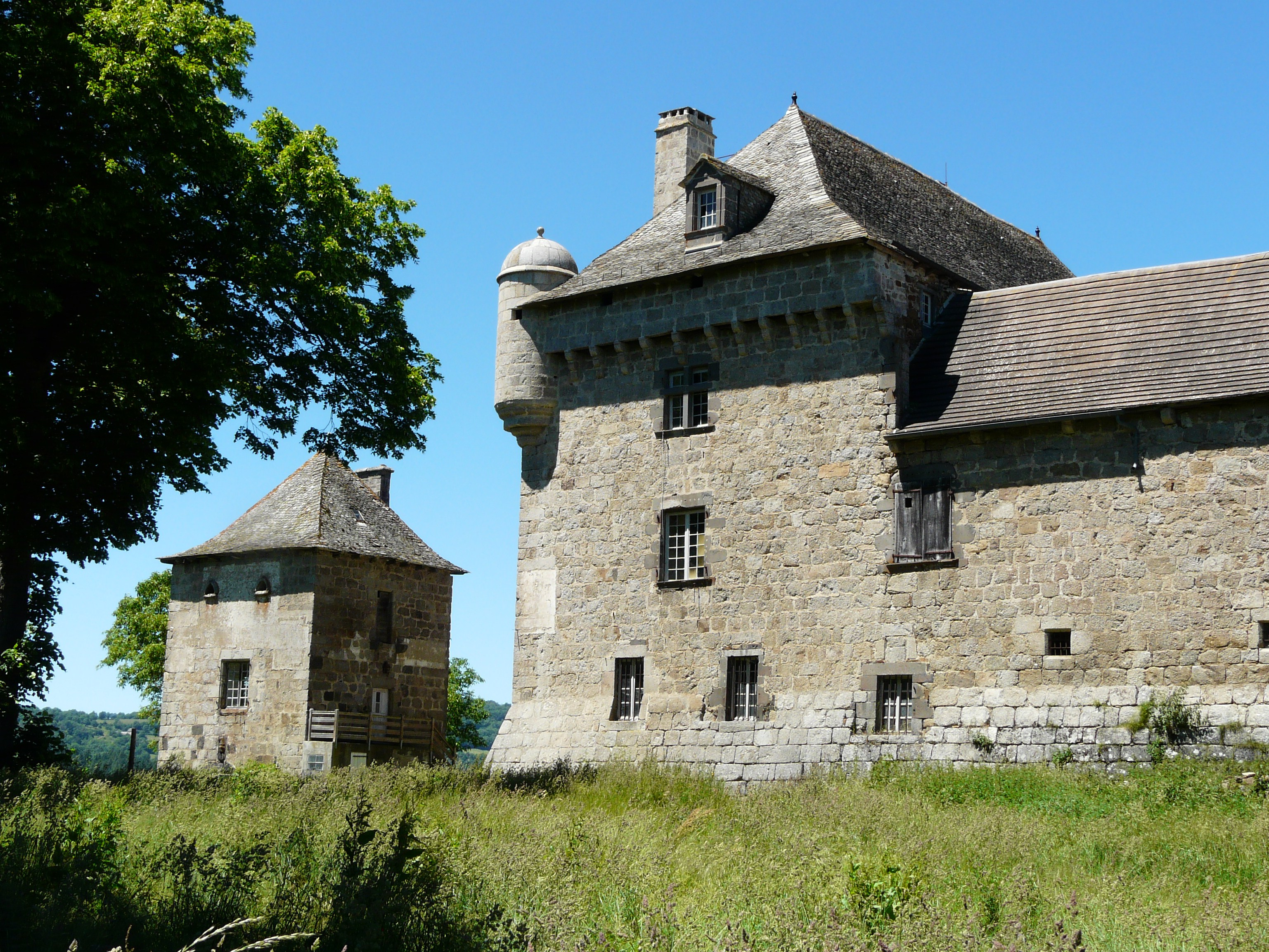
Le château de Montvallat possède une vue imprenable sur les gorges, à Chaudes-Aigues, dans le périmètre du parc naturel régional de l'Aubrac, 2016
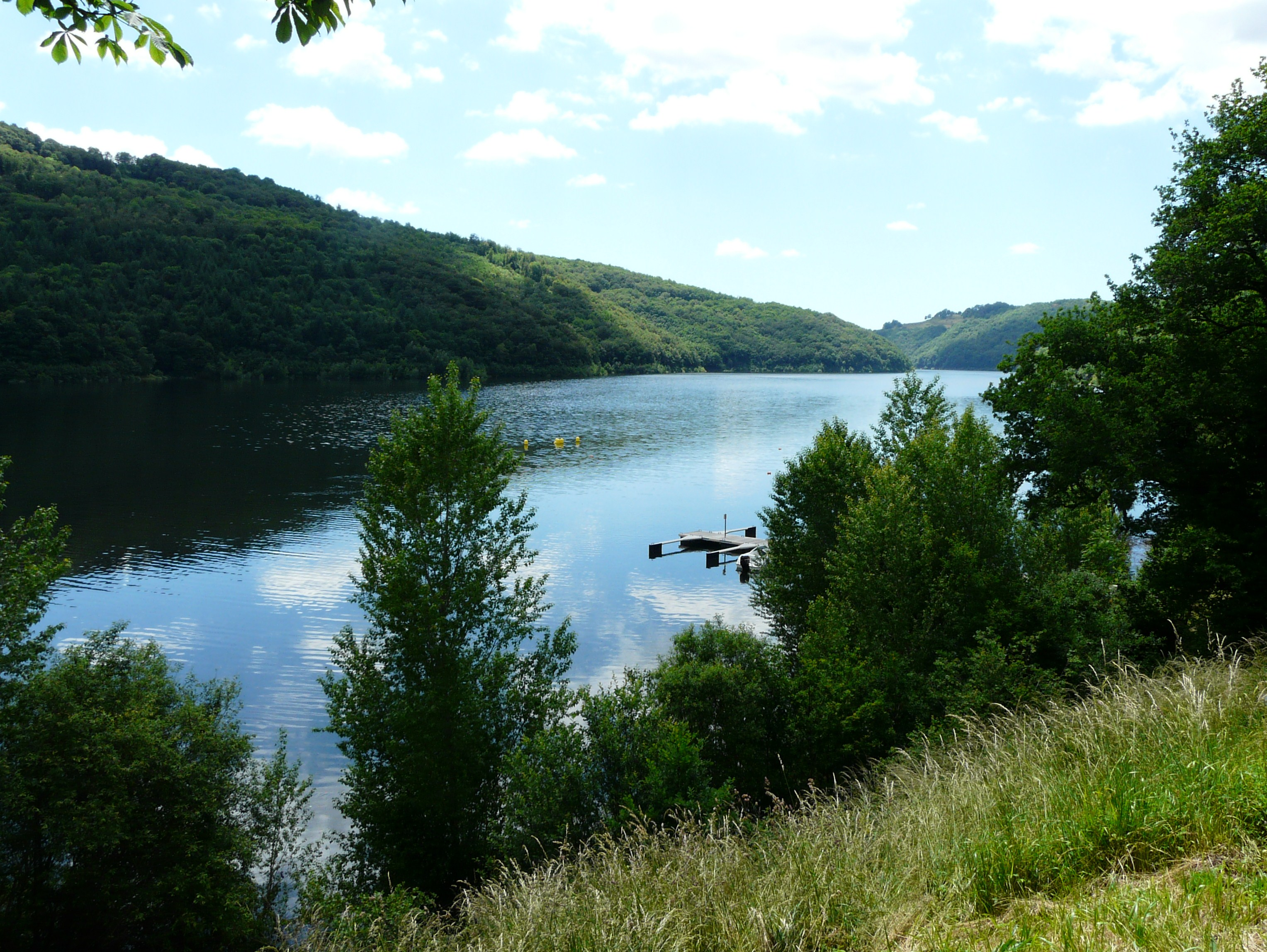
Le hameau de Laussac, à présent sur une presqu'île, dispose de sa propre plage sur la retenue de Sarrans et d'une chapelle, 2016
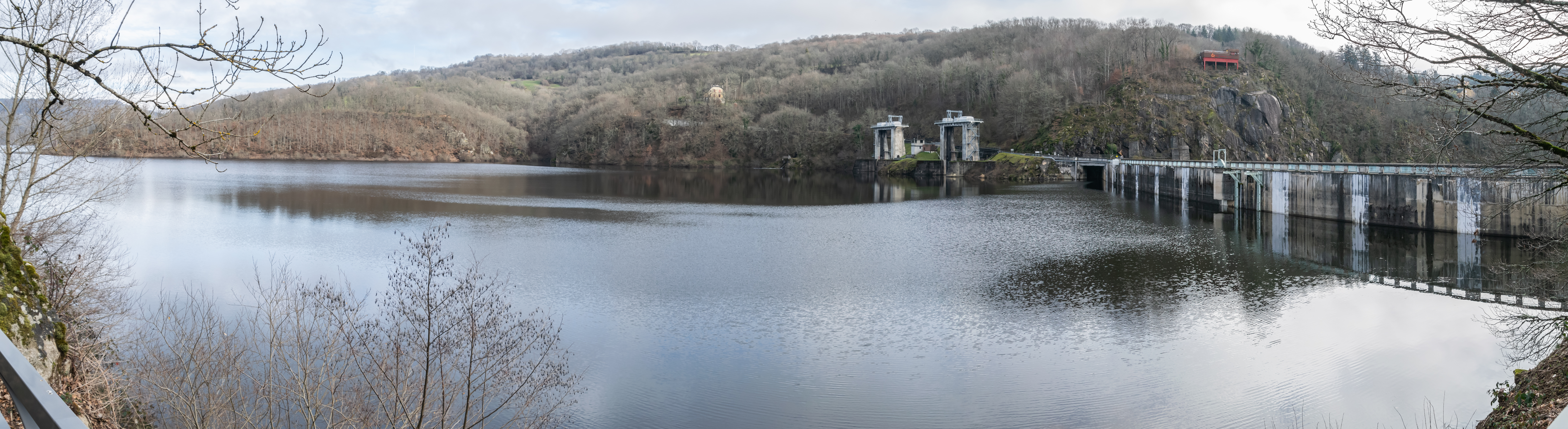
Panorama du lac de Sarrans en hiver, 2020
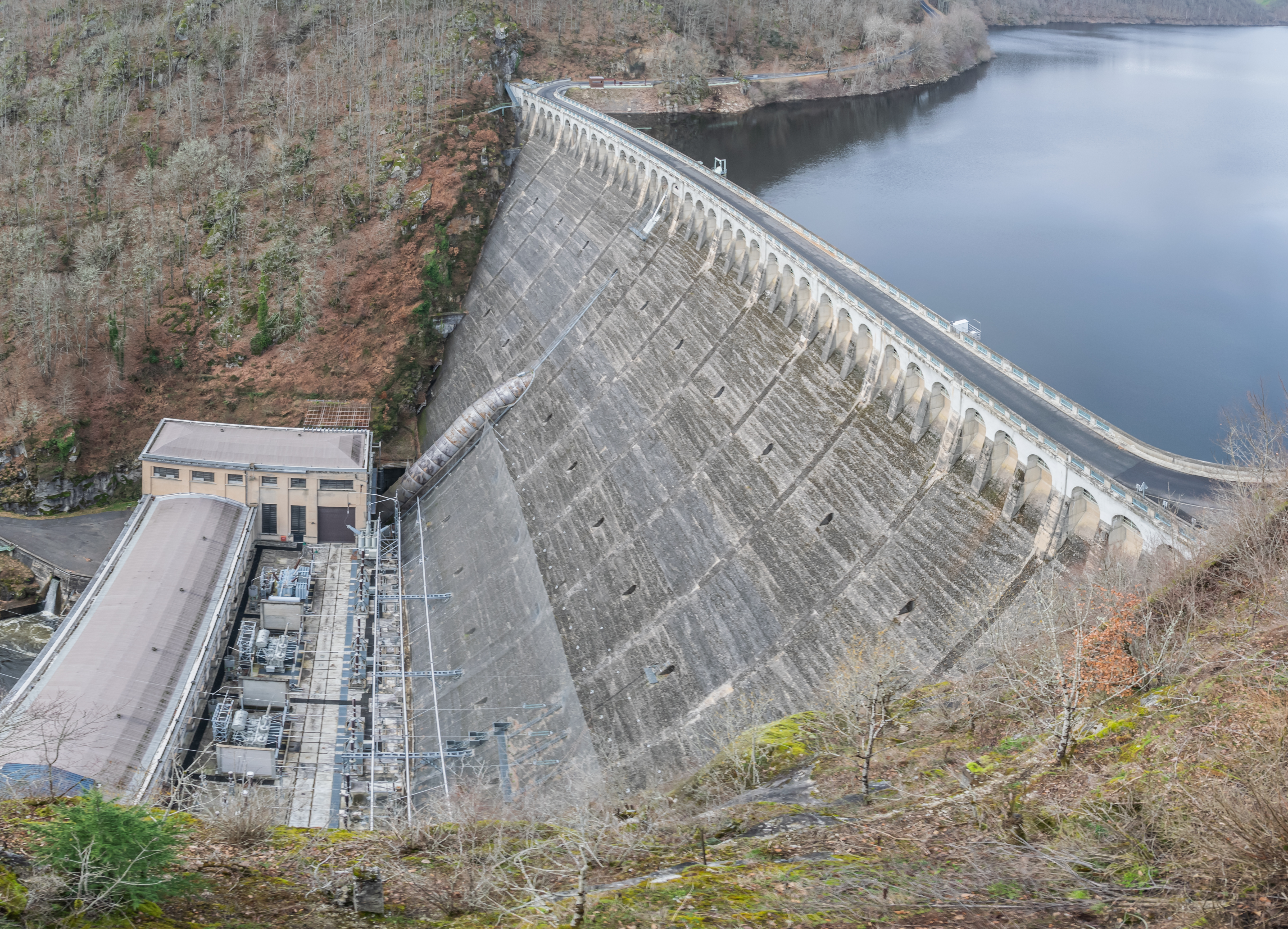
Le barrage-route de Sarrans soutient la D98 et dispose de sa centrale électrique, 2020
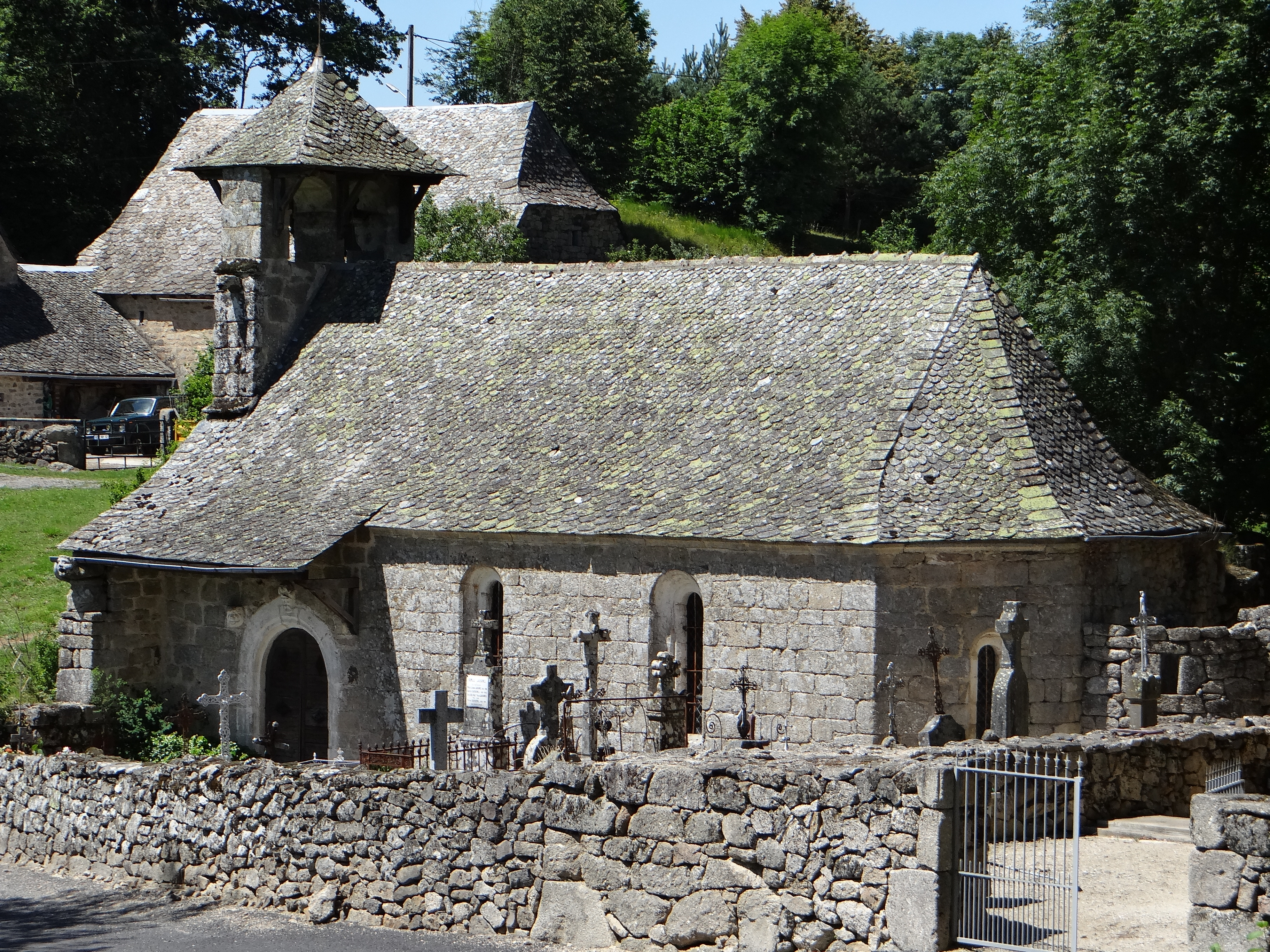
Le hameau de Mels dispose d'une chapelle classée et d'un point de vue exceptionnel sur le barrage de Labarthe (où les eaux de la Truyère se mêlent à celles de la Bromme, grâce à la conduite de Salazat), 2012
Vue du château de Valon surplombant la Truyère à Lacroix-Barrez (point de vue remarquable au « belvédère de Vallon », au sud du château), 2020
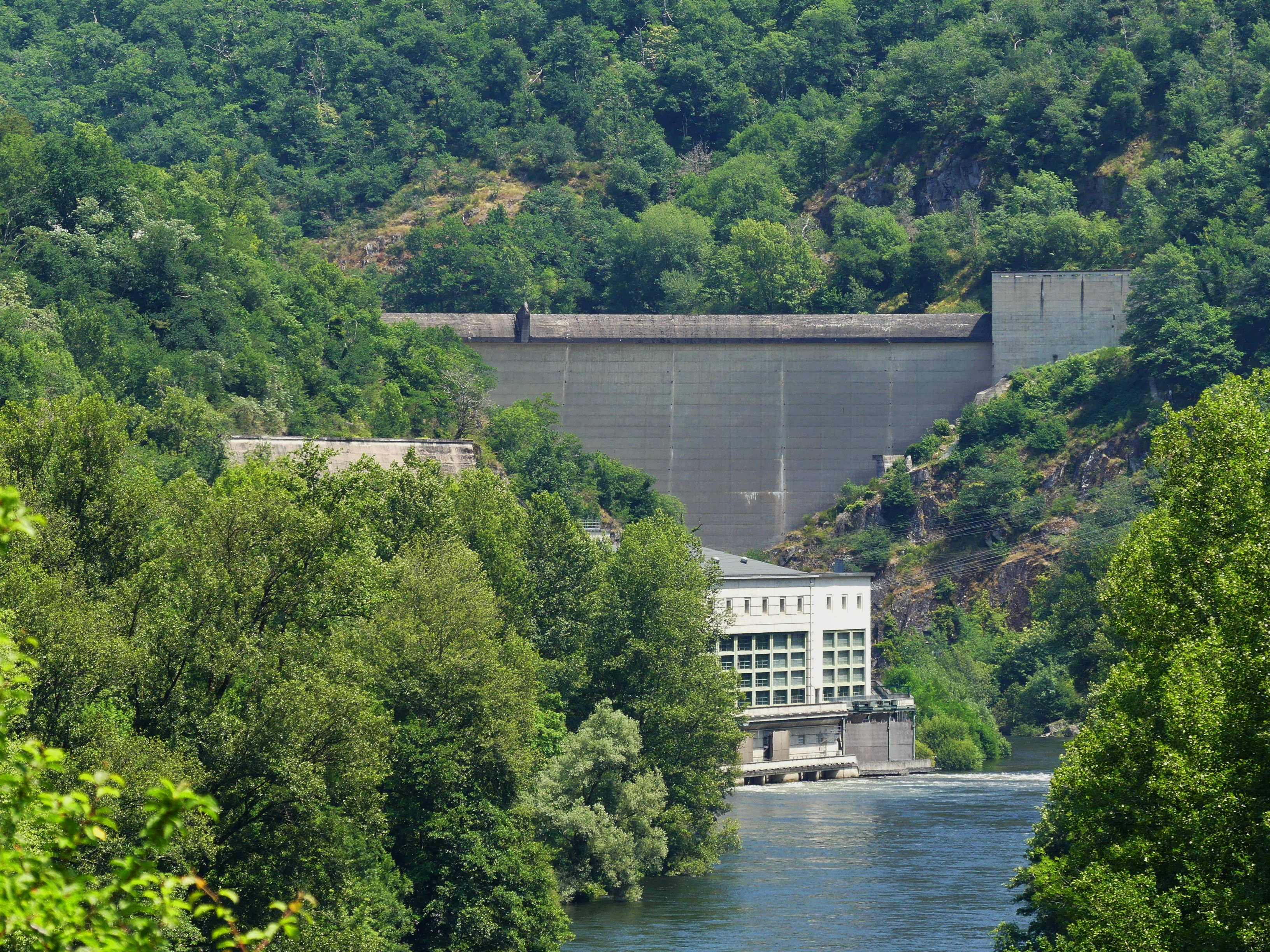
Barrage de Couesques à Saint-Hippolyte